# Parafia Chrystusa Króla w Jaśle
Parafia Chrystusa Króla w Jaśle – parafia rzymskokatolicka z siedzibą w Jaśle, znajdująca się w diecezji rzeszowskiej, w dekanacie jasielskim wschodnim.
Erygowana w 1988 roku. Tymczasowy kościół parafialny, murowany, zbudowany w 1987 roku.
Od 5 sierpnia 2024 administratorem parafii jest ks. Marek Jaworski.

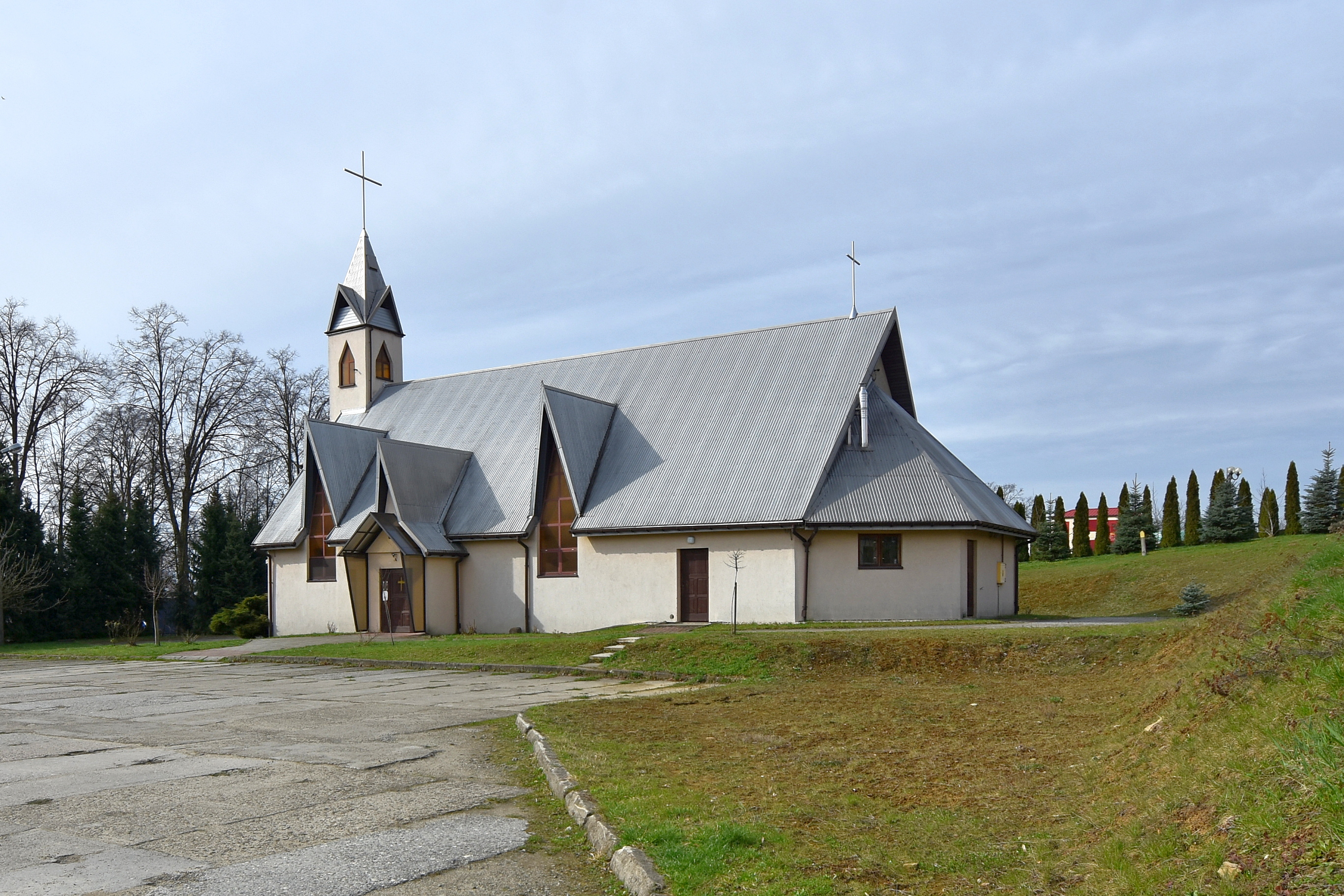
Tymczasowy kościół parafialny Matki Bożej Królowej Polski